# فرنسيسكو لوبيز (راكب الكنو)
فرنسيسكو لوبيز (بالإسبانية: Francisco López)‏ هو راكب الكنو إسباني، ولد في 12 فبراير 1965.

## وصلات خارجية
- فرنسيسكو لوبيز على موقع أوليمبيديا (الإنجليزية)